# INFAMOUS〜悪名高き男〜
『INFAMOUS〜悪名高き男〜』（インファマス あくみょうたかきおとこ）は、ソニー・コンピュータエンタテインメント(SCE)より2009年11月5日に発売された、PlayStation 3専用のアクションゲームソフト。北米法人・Sony Computer Entertainment America Inc. (SCEA)からはT区分（13歳以上対象、CEROのB区分～C区分に相当）として発売されているが、日本のSCEにおいては、初のZ区分（18歳以上のみ対象）ゲームとなっている。
なお、北米版でのタイトルは『inFAMOUS』と「in」の部分が小文字となっており、日本版でも続編以降はそちらの表記になる。

## 概要
荒廃した街のオープンワールドマップを舞台に、超自然能力を持ったヒーローの活躍が描かれるサードパーソンアクションゲーム。
サードパーソン・シューティングゲームと同様の操作方法でゲームが進んでいくが、攻撃手段は全て主人公コールが持つ電気の超能力である。
画面上部にはエネルギーメーターが表示され、扱う特殊能力によってエネルギーを消費し、エネルギーメーターが減少する。消費したエネルギーは街中にある電気を帯びた物体（電灯や車など）から吸収できる。特殊能力の種類は様々で、攻撃に使用するものから線路や電線を滑走するもの、短時間だけ滑空するもの、敵から生命力を奪うもの、高所から雷を纏って落下するものなどがある。
プレイヤーの行動によって、“正義の味方”と“危険な悪党”どちらにでもなれる自由度の高さが特徴。エネルギーメーターの横にはカルマゲージが表示され、コールの行動によって善と悪のどちらかに傾いていく。善人と悪人で扱う特殊能力が異なり、受諾できるミッションも変化する。

## ストーリー
エンパイアシティーの中心でコールが運んでいた荷物が爆発し、街は崩壊する。同時に電気を操る力を手に入れたコールは、その力を使い、街を救うか混乱に陥れるかの選択を迫られながら、街に現れる犯罪組織と戦っていく。

## 登場人物
コール・マグラス
本作の主人公。元々はエンパイアシティーで暮らすメッセンジャー（運び屋）だったが、街で起こった大爆発の影響で電気を自在に操る能力を手に入れ、それと同時に常人をはるかに超える身体能力を手に入れる。物語が進むに連れて様々な能力を獲得していき、一般市民から超人へと変化していく。電気の超能力は様々な応用が可能で、カルマが善であれば青色に、悪であれば赤色に変化する。電気をよく通す水場は苦手。
ジーク・ダンバー
コールの親友。街が崩壊する前はコールやトリッシュと共に暮らしていた。コールにとっては兄弟同然の関係で、頼れる相棒でもある。やや楽天的な性格で、コールが持つ超人的な能力に憧れを抱いている。
トリッシュ
コールの元彼女。街で起こった爆発で妹を失いコールを恨むようになるが、内心では逆恨みであることを自覚している。責任感が強く、街の復興にも積極的に取り組んでいる。
モイヤ
FBI捜査官で、行方不明となった夫のジョンを探している。スタンプトン橋でコールを捕らえ、交換条件として夫を捜すよう強要する。
ジョン・ホワイト
FBIエージェントでモイヤの夫。何故かリーパーたちから狙われている。街の各地のパラボラアンテナには彼が残した記録がある。
リーパー
ネオン街に出没する赤いパーカーを羽織った武装集団。街の各地に出没し、様々な悪事を働く。その正体はタール状の物質を浴びてサーシャに操られた一般市民。上位個体のコンジットは白いパーカーを羽織り、瞬間移動や地面を走る衝撃波で攻撃する。
サーシャ
タール状の物質により人の心を操る能力を持つエンパイアシティー1の美女。この能力を使いリーパーを率いネオン街を統率している。コールに一途な、そして偏執な愛を寄せており、様々な幻覚を見せ、テレパシーを使い意識に語りかけてくる。
ダストマン
スラム街に出没するボロ布とガラクタを纏った武装集団。リーパーとは対立関係にある。上位個体のコンジットは蟹のゴーレムを複数生み出したり、巨大なガラクタでできたゴーレムを操縦することで攻撃してくる。
オールデン・デイト
ダストマン達のリーダーの老人。スラム街を支配しており、瓦礫やガラクタで作られた塔に住む。強大なサイコキネシスの力を使う超能力者。
メンタリスト
歴史地区に出没する武装集団。超能力に関しての研究を行なっており、現在はケスラーがリーダーとなっている。かつてはサーシャやオールデンも所属していた。
ケスラー
白いフードを被った謎の人物。コールと同じく超能力者だがコール以上の実力を持つ。ある目的のためメンタリストを率いている。

## シリーズ作品
inFAMOUS 2
2011年7月7日に発売された続編のPlayStation 3専用タイトル。
inFAMOUS Second Son
2014年3月21日に発売されたPlayStation 4専用タイトル（日本では2014年5月22日発売）。「デルシン・ロウ」がシリーズの新たな主人公となる。